# Winkton
Winkton – przysiółek w Anglii, w Dorset. Leży 2,2 km od miasta Christchurch, 47,8 km od miasta Winchester i 145,9 km od Londynu. Winkton jest wspomniana w Domesday Book (1086) jako Weringetone.